# District de Qindu
Le district de Qindu (秦都区 ; pinyin : Qíndū Qū) est une subdivision administrative de la province du Shaanxi en Chine. Il est placé sous la juridiction de la ville-préfecture de Xianyang.